# Trond Giske
Trond Giske, né le 7 novembre 1966 à Trondheim, est un économiste et homme politique norvégien, membre du Storting depuis le 1er octobre 1997. 

## Mandats et postes politiques
- Membre du Storting, le parlement norvégien, depuis le 1er octobre 1997
- Ministre des Églises, de l'Éducation et de la Recherche du 17 mars 2000 au 19 octobre 2001
- Ministre de la Culture et des Affaires religieuses du 17 octobre 2005 au 20 octobre 2009
- Ministre du Commerce et de l'Industrie du 20 octobre 2009 au 16 octobre 2013